# Richard Prince
Richard Prince (* 6. srpna 1949, Panama Canal Zone, USA) je americký malíř a fotograf. Jeho díla jsou subjektem debat o umění tohoto světa. Zabývá se portréty lidí a od roku 1975 kolážemi obsahující fotografie. Jeho snímek Untitled (Cowboy) z roku (1989) byl první fotografií, která byla prodána za více než 1 milion USD - 1 248 000 dolarů, v listopadu 2005 v aukci Christie's, New York.
| „                      | Měl jsem omezené technické schopnosti, co se týká fotoaparátu. Vlastně, neměl jsem žádné schopnosti... používal jsem levné komerční laboratoře k vyvolávání snímků... Nikdy jsem nevešel do temné komory. | “ |
| — Richard Prince, 2003 | |   |

## Tituly
(všechna díla 2002 - 2003)
- A Nurse Involved, 72 x 45 inches
- Aloha Nurse, 58 x 36 inches
- Danger Nurse at Work, 93 x 56 inches
- Doctor's Nurse, 58 x 36 inches
- Dude Ranch Nurse, 80 x 52 inches
- Graduate Nurse, 89 x 52 inches
- Heartbreak Nurse, 54 x 64 inches
- Lake Resort Nurse
- New England Nurse
- Nurse Barclay's Dilemma, 70 x 48 inches
- Piney Woods Nurse
- Surfing Nurse #2, 78 1/4 x 91 inches
- Surgical Nurse, 58 x 36 inches